# Žitenice
Žitenice jsou obec v okrese Litoměřice v Ústeckém kraji, tři kilometry severovýchodně od Litoměřic. V obci žije přibližně 1 600 obyvatel. Žitenice bývají označovány jako nejteplejší místo v Čechách. 

## Historie
První písemná zmínka o obci pochází z roku 1057 – již tehdy se tu pěstovala vinná réva. V roce 1068 věnoval zdejší zboží Vratislav II. vyšehradské kapitule. Stávala tu tvrz, prvně zmiňovaná v roce 1477. Na konci 16. století ji nahradil renesanční dvoupatrový zámek se dvěma křídly do pravého úhlu, na přelomu 17. a 18. století přestavěný barokně a upravený po požáru v roce 1806. Žitenické panství se pak znovu vrátilo vyšehradskému proboštům a patřilo jim až do 20. století. Do nádvoří vede od návsi kamenná barokní brána, zdobená znakem vyšehradské kapituly z roku 1699. Do roku 2011 sloužil jako pobočka státního oblastního archivu v Litoměřicích. Byl zde uložen mj. jediný exemplář nejstarší mapy Čech, Klaudyánova mapa z roku 1518. Byla cestovní, má opačnou orientaci, jelikož tehdejší cestovatelé neznali světové strany a řídili se pouze slunečními hodinami. Ze Žitenic pochází nejstarší dochovaná gruntovní kniha.

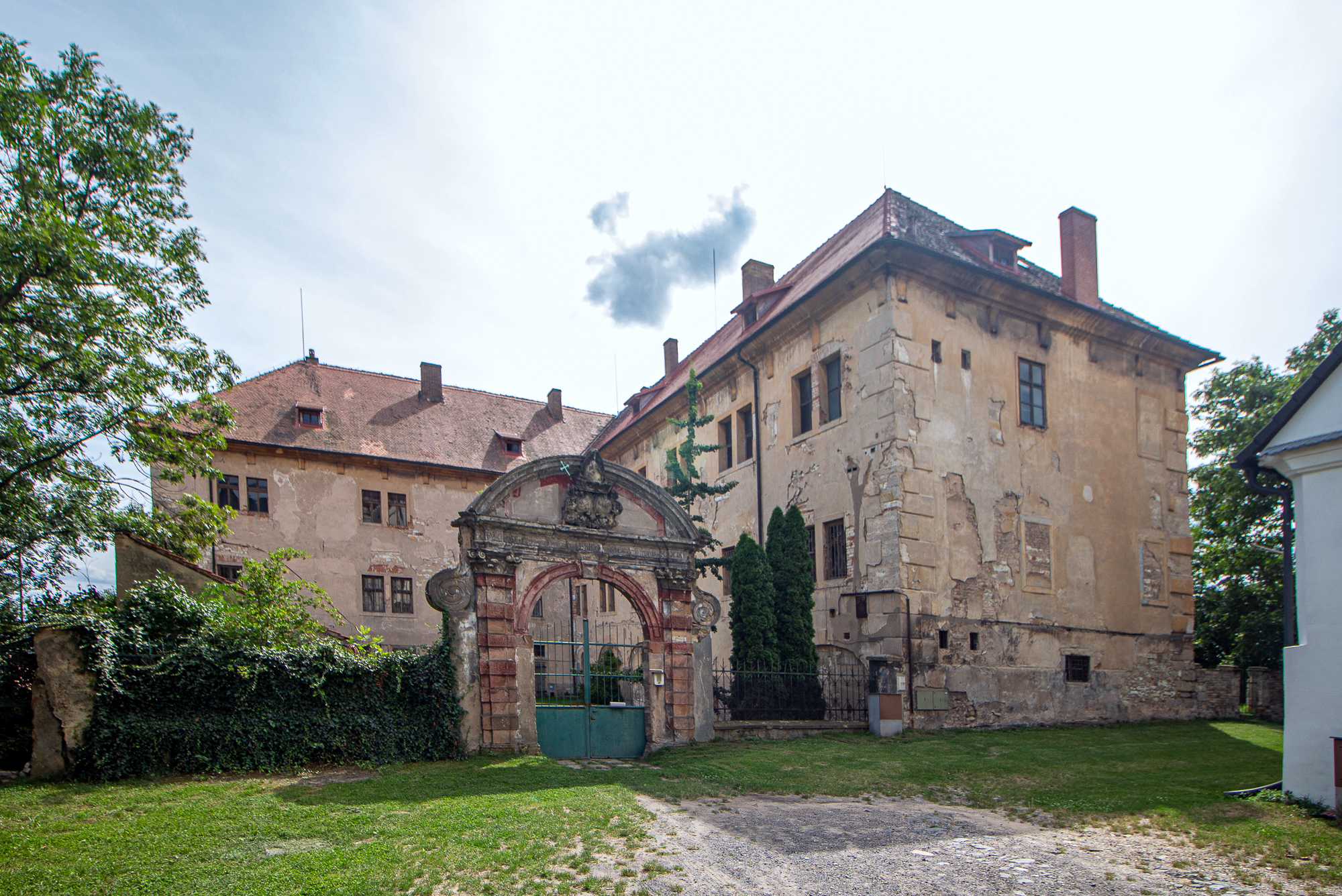
Žitenický zámek

Objekt zámku byl využíván od 50. let 20. století Státním statkem Žitenice, a proto je dnes ve velice špatném stavu. Hospodářské budovy u zámku ze druhé poloviny 17. století jsou dnes již ve zříceninách. V 

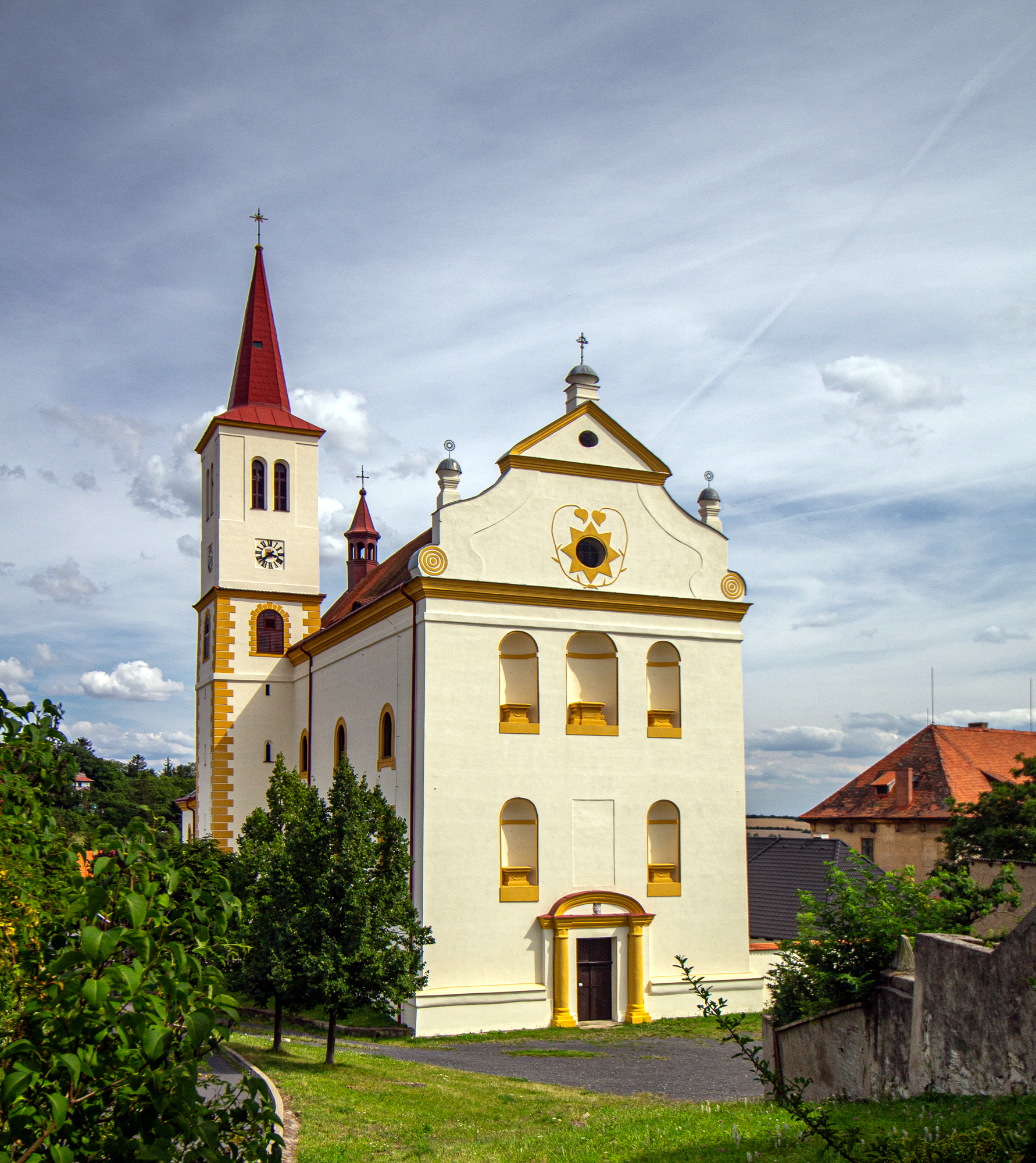
Kostel svatých Petra a Pavla v Žitenicích

sousedství zámku se na okraji návsi nalézá kostel svatých Petra a Pavla, původně románský s raně gotickou věží z doby kolem roku 1300, v dnešní podobě raně barokní z doby kolem roku 1650. V roce 2005 proběhla na kostele rekonstrukce věže. V roce 1654 v barokní faře čp. 29 nad kostelem působil v letech 1787–1829 jako kněz kartograf a meteorolog dr. František Kreibich (pamětní deska). Již v roce 1791 založil v obci zemský školní dozorce, vyšehradský probošt a pozdější litoměřický biskup Ferdinand Kindermann industriální školu pro rukodělnou výrobu, jednu z nejstarších v Česku, a zvelebil i místní ovocnářství. Žitenice dodnes zdobí ještě několik srubových i brázděných lidových staveb z 18. a 19. století a také zděné domy s empírovými prvky z první poloviny 19. stol. Na zalesněném návrší nad severozápadním okrajem vsi stojí bývalá barokní loretánská kaple na Viničném vrchu z roku 1785, později upravená na vyhlídkový gloriet s dvěma arkádami v roce 1908 na lurdskou kapli s umělou jeskyní. Na návsi, u kostela i na jiných místech ve vsi a okolí je několik barokních soch a sousoší většinou z 18. století.

## Přírodní poměry
Žitenice leží na jižním úpatí CHKO České středohoří severovýchodně od města Litoměřice v nadmořské výšce od 195 do 315 metrů. Součástí Žitenic jsou Pohořany a Skalice. Díky teplému podnebí se tu daří ovocným stromům a také vinné révě, oblast je známa jako místo ovocnářství a to i díky tomu, že 2 km jižně od Žitenic se koná výstava Zahrada Čech.
Žitenice bývají označovány za nejteplejší místo v Čechách. Průměrná roční teplota vzduchu zde je 9,42 °C. Průměrná teplota za rok 2018 byla 11,1 °C.
Po odsunu německého obyvatelstva ovocnářství v Žitenicích upadlo. Ovocné sady byly postupně vytahány a rozorány. Místo sadů vznikla pole, ale kvůli svažitému terénu a sesuvu půdy, který byl způsoben vytrháním kořenů ovocných stromů, byla pole za pár let opuštěna.[zdroj⁠?!] Jako vzpomínka na zlaté ovocnářské časy je jen třešňový sad pod Křížovou horou.
Žitenice jsou díky vybudovaným inženýrským sítím a nevelké vzdálenosti města Litoměřice vyhledávanou lokalitou pro stavbu rodinných domů. Další domy byly postaveny mezi Žitenicemi a Pohořany. Celá lokalita se nachází v CHKO České středohoří, a tak je výstavba dalších domů regulována.

## Obyvatelstvo
|                                                        | 1869  | 1880  | 1890  | 1900  | 1910  | 1921  | 1930  | 1950 | 1961 | 1970 | 1980 | 1991 | 2001 | 2011 |
| ------------------------------------------------------ | ----- | ----- | ----- | ----- | ----- | ----- | ----- | ---- | ---- | ---- | ---- | ---- | ---- | ---- |
| Obyvatelé                                              | 1 109 | 1 182 | 1 188 | 1 249 | 1 385 | 1 220 | 1 306 | 835  | 887  | 825  | 721  | 610  | 699  | 784  |
| Domy                                                   | 190   | 212   | 229   | 239   | 264   | 273   | 286   | 243  | 282  | 234  | 228  | 248  | 255  | 275  |
| Data z roku 1961 zahrnují i domy místní části Skalice. |       |       |       |       |       |       |       |      |      |      |      |      |      |      |

## Doprava
Spojení z Litoměřic je zajišťováno autobusovou dopravou, která má v obci tři zastávky. Obec nedisponuje železnicí, nejbližší stanicí železnice je v Litoměřicích nebo v Ploskovicích.

## Kultura a sport
Každoročně se v obci koná Výstava drobného zvířectva a na ranči jezdecké závody. Žitenice mají vlastní fotbalové hřiště, na kterém hrají místní odchovanci svá mistrovská utkání. Žitenicemi vede cyklotrasa číslo 3066 vedoucí z Litoměřic z Dolního nádraží až do Velkého Března. Od roku 2005 je zde také možnost jít si zahrát paintball.

## Pamětihodnosti
Ve vesnici se nachází řada kulturních památek, mezi které patří:
- kostel svatého Petra a Pavla, u kterého v letech 1667 až 1782 působili bartolomité,
- žitenický zámek, jehož podoba je výsledkem barokní přestavby starší tvrze a úprav po požáru v roce 1806,[9]
- sousoší svatého Donáta, svatého Karla Boromejského a svatého Vavřince,
- kaplička na návsi,
- socha svatého Václava,
- loretánská kaple ze druhé poloviny 17. století přestavěná na gloriet.

Mezi Litoměřicemi a Žitenicemi se nachází vrch Kočka (Sovice) (275 m) s výrazným skaliskem zvaným Kočka, protože při pohledu na něj sedící kočku skutečně připomíná. Její tvar vznikl postupným odlamováním při těžbě kamene.
Na Křížovém vrchu je z vrcholové vyhlídky při dobré viditelnosti možno vidět všechny vrcholy a zajímavá místa (i Žitenice) v okolí, jako například Sedlo, Hazmburk, Říp, dominantu Litoměřic Radobýl se sousedním vrchem Bídnice, dále bychom jistě mohli spatřit i nejvyšší horu Českého středohoří Milešovku nebo Lovoš u Lovosic. Na jižním svahu tohoto vrcholu lze nalézt část sjezdové trati pro horská kola, kterou zde budují místní nadšenci.

## Osobnosti
- Jaroslav Macek, archivář, historik, kancléř biskupství
- Vladislav Kara, kanovník

## Části obce
- Žitenice
- Pohořany
- Skalice

## Galerie

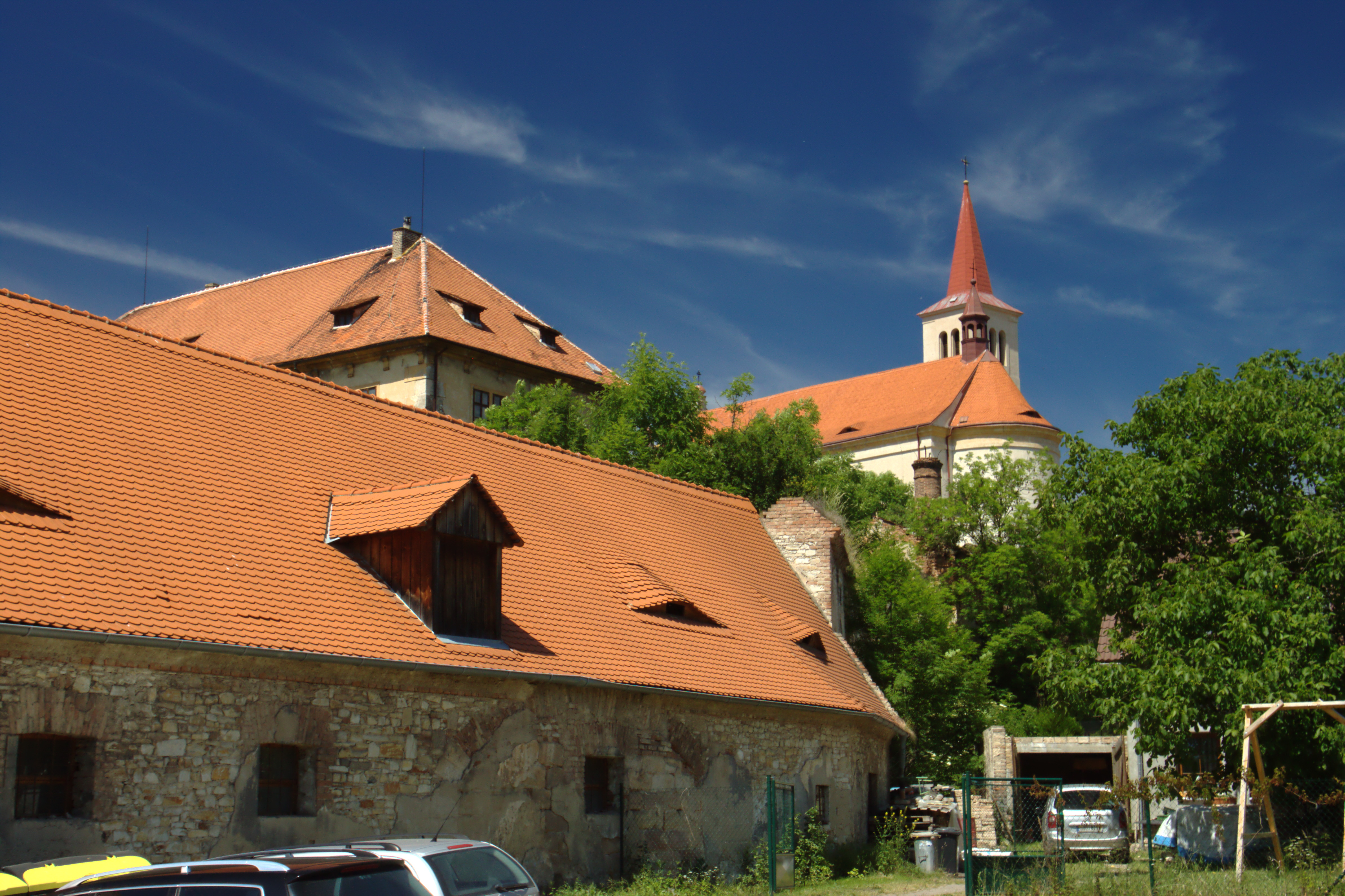
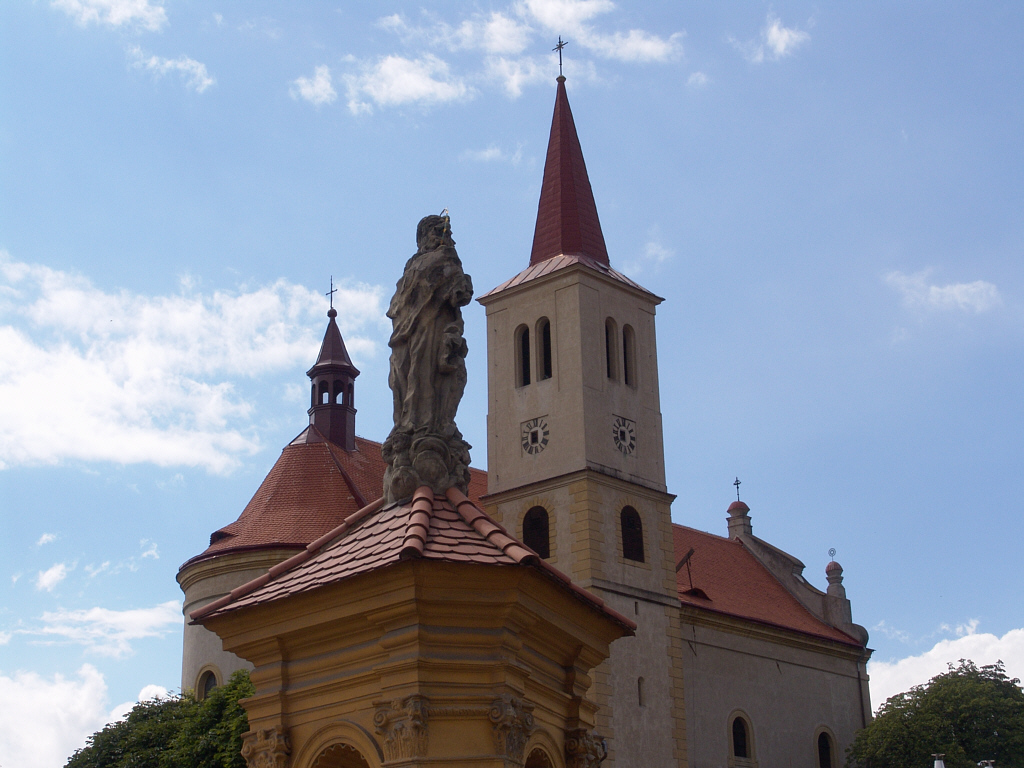
kostel svatého Petra a Pavla
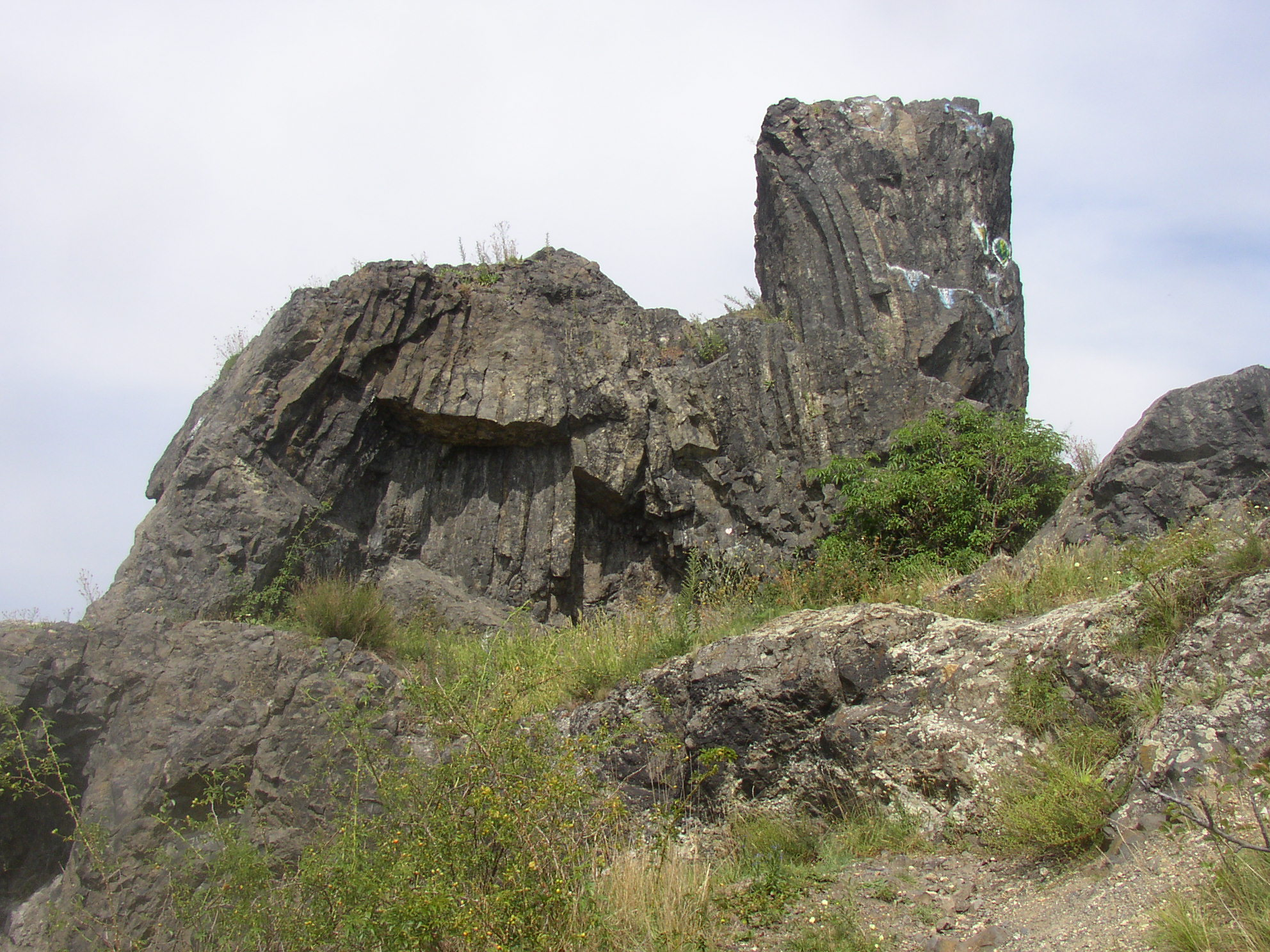
čedičový skalní útvar Kočka
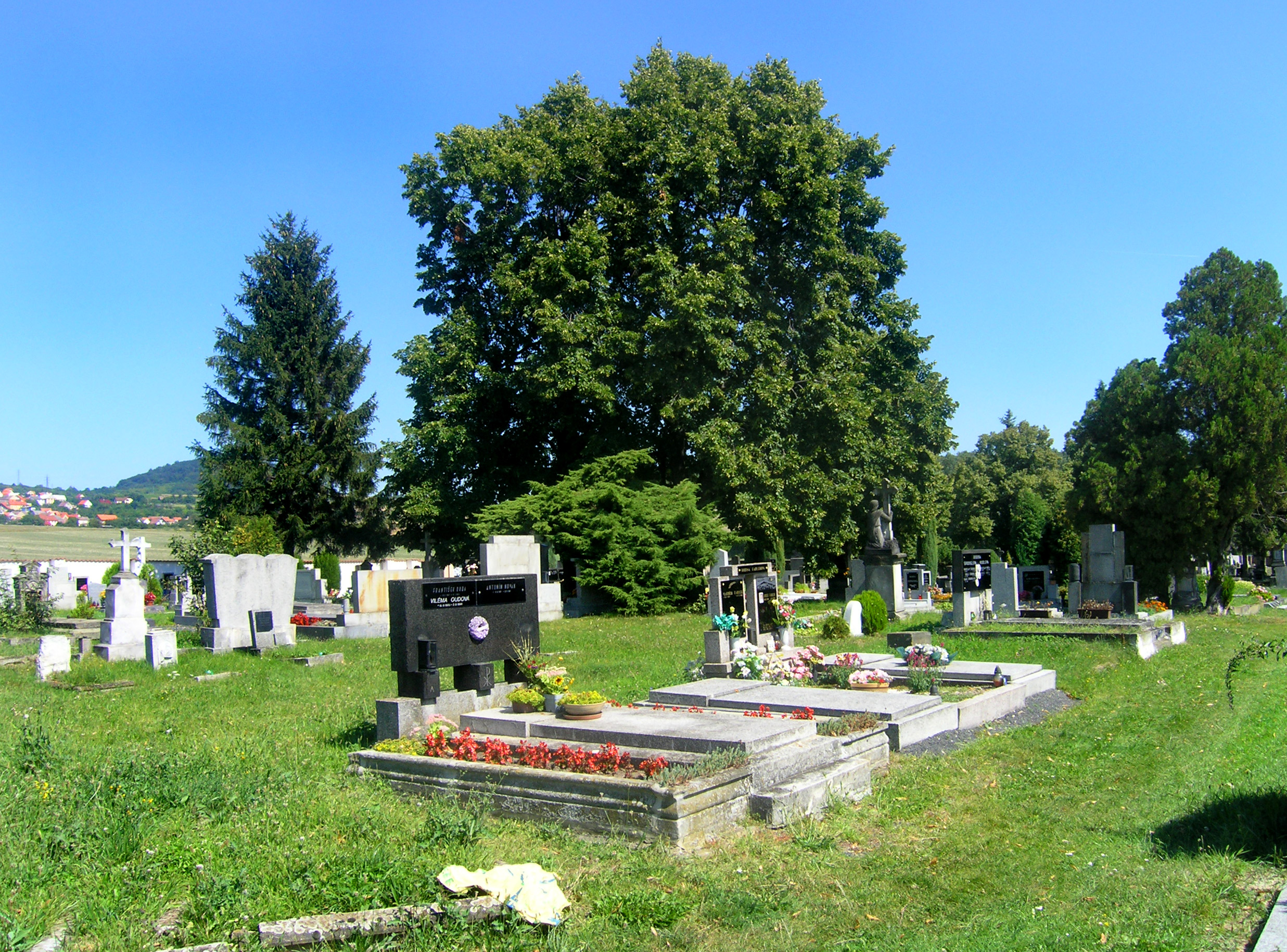
hřbitov
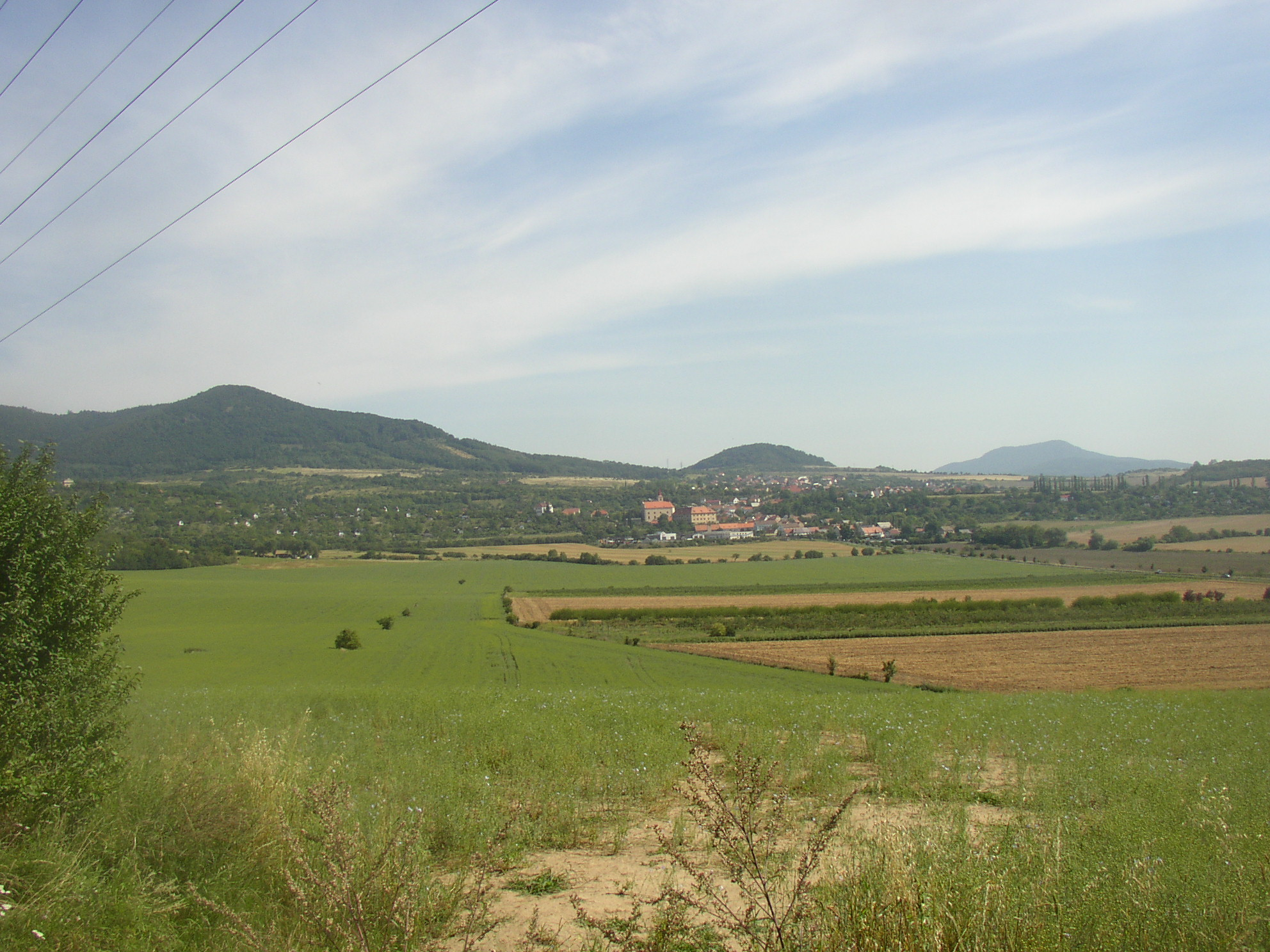
Celkový pohled na Žitenice, Křížový a Liščí vrch od Litoměřic